# Chociule (przystanek kolejowy)
Chociule – zamknięty przystanek osobowy w Chociulach na linii kolejowej nr 384 Sulechów – Świebodzin, w województwie lubuskim w Polsce.